# ریچارد تلمج
ریچارد تلمج (انگلیسی: Richard Talmadge؛ ۳ دسامبر ۱۸۹۲ – ۲۵ ژانویهٔ ۱۹۸۱) یک هنرپیشه، و کارگردان اهل ایالات متحده آمریکا بود.
از فیلم‌ها یا مجموعه‌های تلویزیونی که وی در آن‌ها نقش داشته است می‌توان به تازه چه خبر پوسی‌کت؟ اشاره نمود.